# Измайлов, Николай Васильевич
Никола́й Васи́льевич Изма́йлов (21 ноября (9 декабря) 1893, Борисоглебск — 2 мая 1981, Ленинград) — советский литературовед, текстолог, пушкинист, доктор филологических наук (1963).

## Биография
Родился в дворянской семье в городе Борисоглебске. Отец — адвокат Василий Владимирович Измайлов (1862—1931), мать — Зоя Николаевна (урожд. Гаевская, 1861—1930), в семье было также две старших дочери — Наталья и Анна. В 1907 году семья переехала в Петербург.
Закончил курс Тенишевского училища (1911), в том же году поступил на славянское отделение историко-филологического факультета Санкт-Петербургского университета. Участник Первой мировой войны, в 1917 году демобилизовался в чине прапорщика. Продолжив после демобилизации учёбу, Николай окончил курс историко-филологическего факультета в декабре 1918 года; среди его преподавателей И. А. Шляпкин, А. А. Шахматов, П. А. Лавров, С. А. Венгеров. По окончании университета Николай Измайлов устроился на работу в Едином государственном архивном фонде, одновременно прошёл обучение на Архивных курсах при Петроградском археологическом институте.
С 1921 был учёным хранителем рукописей, с 1924 года — заведующий Рукописным отделом Пушкинского Дома при Российской Академии наук. С 1925 по 1928 состоял также научным сотрудником I разряда в ИЛЯЗВ при ЛГУ. С января 1921 года был активным участником кружка молодых историков — учеников виднейших профессоров истории, в неформальной обстановке обсуждавших работы коллег и предстоящие публикации. Кружок был не только местом научных дискуссий, молодые выпускники петроградских университетов устраивали танцевальные и стихотворные вечера, шарады. Среди участниц кружка были две дочери академика С. Ф. Платонова, в 1923 году Николай Измайлов женился на Наталье Сергеевне Платоновой (1894—1942) — в 1924 году в семье Измайловых родилась дочь Татьяна. Во второй половине 1920-х годов участвовал в переговорах по поводу передачи в Пушкинский Дом онегинского собрания в Париже, в 1926 году выезжал в зарубежную командировку с этой целью. Принимал участие в обсуждении и подготовке большого 16-томного собрания сочинений Пушкина, в том числе подготовив публикацию текстов «Медного всадника» и «Полтавы». Интенсивность работы Измайлова в эти годы была столь высока, что научные работы продолжали публиковаться, когда сам учёный оказался в заключении.
В 1929 году был арестован как зять главного обвиняемого по «делу Академии наук», в 1931 году за «незаконное хранение архивных документов» приговорён к пяти годам лагерей, работал экономистом-статистиком Ухто-Печёрского ИТЛ, освобождён в июле 1934 года. Участвовал в подготовке Пушкинской выставки 1937 года, преподавал на филологическом факультете ЛГУ (1939—1941). В 1941—1953 годах находился в Чкалове, изучал работу Пушкина над материалами о Пугачёве. Преподавал в Чкаловском государственном педагогическом институте (1941—1953) и по совместительству в Чкаловском областном институте усовершенствования учителей по кабинету русского языка и литературы (1944—1945). 30 ноября 1943 защитил в ИМЛИ кандидатскую диссертацию «О творчестве Пушкина». Семья Измайлова не была эвакуирована из блокадного Ленинграда. Жена Наталья Сергеевна умерла от истощения 13 мая 1942 года, после её смерти дочь Татьяна смогла приехать к отцу в Чкалов летом 1942 года.
В сентябре 1953 года вернулся в Ленинград, с 1956 года — старший научный сотрудник ИРЛИ, в 1957 году вновь стал заведующим Рукописным отделом. Женился на своей давней знакомой и коллеге Наталье Александровне Чебышевой (1905—1982). С конца 1950-х годов был председателем текстологической комиссии и членом редколлегии академического издания Полного собрания сочинений и писем И. С. Тургенева. В 1963 году присуждена степень доктора филологических наук по совокупности трудов на тему «Текстологические и историко-литературные вопросы изучения Пушкина». Подготовил издание «Медного всадника» для серии «Литературные памятники». Для Большой серии «Библиотеки поэта» подготовил издание В. А. Жуковского (1956). Лауреат Пушкинской премии АН СССР (1980) за книгу «Очерки творчества Пушкина».
Николай Васильевич Измайлов умер 2 мая 1981 года, был похоронен в Ленинграде на Большеохтинском кладбище.
Дочь от первого брака — Татьяна (1925—2004).

## Основные работы
- Неизданный Пушкин. Собр. А. Ф. Онегина // Труды ПД при Российской АН. СПб., 1922;
- Новый сборник лицейских стихотворений // Сборник ПД на 1923 г. Пг., 1922;
- Пушкин. Очерк жизни и творчества. Л. — М., 1924;
- Пушкин и князь В. Ф. Одоевский // Пушкин в мировой литературе: Сб. ст. Л., 1926;
- Пушкин и Е. М. Хитрово // Письма Пушкина к Е. М. Хитрово, Л., 1927;
- «Роман на Кавказских водах». Невыполненный замысел Пушкина // Пушкин и его современники, в. 37, Л., 1928;
- Из истории замысла и создания «Медного всадника» // в. 38—39, Л., 1930;
- Тургенев и круг «Современника». Неизданные материалы. М. — Л., 1930;
- К вопросу об исторических источниках «Полтавы» // Временник Пушкинской комиссии, в. 4—5, М. — Л., 1939;
- Мицкевич в стихах Пушкина // «Уч. зап. Чкаловского пед. ин-та», 1952, в. 6;
- В. А. Жуковский. [Вступ. ст.] // Жуковский В. А. Стихотворения, Л., 1956;
- Лирические циклы в поэзии Пушкина 30-х гг. // Пушкин: исследования и материалы, т. 2, М. — Л., 1958;
- Об архивных материалах Пушкина для «Истории Пугачева» // там же, т. 3, М. — Л., 1960;
- Пушкин в письмах Карамзиных 1836—1837 годов. М. — Л., 1960;
- «Капитанская дочка» // История русского романа, т. 1, М. — Л., 1962.;
- Очерки творчества Пушкина. Л.: Наука, 1975—1976;
- «Медный Всадник» А. С. Пушкина. История замысла и создания, публикации и изучения // Пушкин А. С. Медный всадник / изд. подгот. Н. В. Измайлов. Л.: Наука, 1978 (в серии «Литературные памятники»);
- Жизнь поэмы // Пушкин А. С. Полтава. М., 1979;
- Два документа в творчестве Пушкина («Приметы» Отрепьева и «приметы» Дубровского) // Пушкин. Исследования и материалы. Т. X. М. — Л., 1981;
- Из воспоминаний о Пушкинском доме (1918—1928) Архивная копия от 5 марта 2016 на Wayback Machine // «Русская литература», 1981, № 1.